# Klaus Mäkelä
Klaus Mäkelä (Helsinki, 17 gennaio 1996) è un direttore d'orchestra e violoncellista finlandese.

## Biografia
All'età di 21 anni, nel dicembre 2017, è stato nominato direttore principale ospite della Orchestra Sinfonica della Radio Svedese. È anche partner artistico della Tapiola Sinfonietta. Mäkelä è arrivato secondo nel concorso per violoncello di Turku del 2014.
Il padre di Mäkelä è il violoncellista Sami Mäkelä e la madre la pianista Taru Myöhänen-Mäkelä. Il nonno Tapio Myöhänen è violinista e violista. La sorellina Ellen Mäkelä danza nel Balletto Nazionale dell'Opera finlandese e suona il violino. 
Mäkelä afferma che era già interessato al lavoro di direttore mentre cantava nel Coro dei bambini dell'Opera nazionale finlandese. Iniziò a dirigere all'età di 12 anni con Jorma Panula presso il Dipartimento Giovani dell'Accademia Sibelius. Ha studiato violoncello con Marko Ylönen, Timo Hanhinen e Hannu Kiiske. Mäkelä utilizza il violoncello Giovanni Grancino del 1698 della OP Group Art Foundation.
Fino al febbraio 2018 Mäkelä ha diretto la maggior parte delle orchestre finlandesi, oltre alla Orchestra del Minnesota, la Orchestra Sinfonica metropolitana di Tokyo, la National Arts Center Orchestra di Ottawa, la Orchestra Sinfonica della Radio Svedese, la Orchestra Filarmonica Reale di Stoccolma, la Orchestra Sinfonica di Göteborg, l'Orchestra Sinfonica di Kristiansand, l'Orchestra Sinfonica di Norrköping, la Kammerakademie Potsdamia la Orchestre National du Capitole de Toulouse. Nell'ottobre 2018 è stato nominato direttore principale della Filarmonica di Oslo con effetto dall'autunno 2020.
Nel febbraio 2018 Mäkelä è stato selezionato come nuovo direttore artistico del Festival Musicale di Turku.